# Темпл (Тексас)
Темпл (енгл. Temple) град је у америчкој савезној држави Тексас. По попису становништва из 2010. у њему је живело 66.102 становника.

## Демографија
Према попису становништва из 2010. у граду је живело 66.102 становника, што је 11.588 (21,3%) становника више него 2000. године.
| Група             | 2000.          | 2010.          |
| Белци             | 34.176 (62,7%) | 36.675 (55,5%) |
| Афроамериканци    | 8.988 (16,5%)  | 11.190 (16,9%) |
| Азијати           | 833 (1,5%)     | 1.373 (2,1%)   |
| Хиспаноамериканци | 9.716 (17,8%)  | 15.694 (23,7%) |
| Укупно            | 54.514         | 66.102         |